# Roviasca
Roviasca è una frazione di 132 abitanti del comune di Quiliano, in provincia di Savona, posta sulle Alpi Liguri a 240 metri di altezza.

## Storia

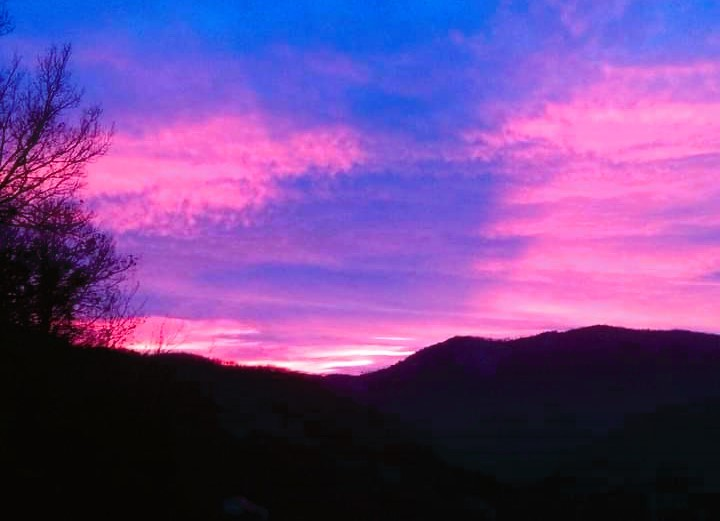
Tramonto su Roviasca

La frazione era dotata di una propria scuola elementare, di una società cattolica ed è sede parrocchiale. La Chiesa parrocchiale dei Santi Sebastiano e Rocco, costruita nel 1665, ha la facciata in stile barocco così come l'attiguo campanile eretto sul finire del XVII secolo. Nel 1863, nella Chiesa parrocchiale, Lazzaro De Maestri dipinge, nel Sancta Sanctorum, il medaglione con l'Incoronazione della Madonna della SS. Trinità e nella volta della navata principale San Sebastiano. A Roviasca è situato l'Oratorio dei Disciplinanti, che fu edificato nel 1761 sui resti di un precedente edificio del XIV secolo ed intitolato anch'esso ai santi Sebastiano e Rocco. Infine, nella frazione si trova anche la Cappelletta di Nostra Signora della Misericordia, costruita nel XIX secolo.
Nei boschi di questa frazione, verso la fine della Seconda Guerra Mondiale, trovarono rifugio gruppi di partigiani braccati da tedeschi e fascisti. Il Teccio del Tersè, modesta costruzione contadina, composta di muri a secco in pietra, adibita per anni come ricovero per boscaioli e carbonai e come essiccatoio per castagne, non molto lontana dall'abitato roviaschese, fu la prima base garibaldina della Resistenza della zona savonese.

## Geografia fisica
Il borgo dista, in linea d'aria, 3,72 km dal Comune di Quiliano; è situato su un crinale, dalla cui cima si gode di un ampio panorama sulla vallata del torrente Trexenda e sulla frazione di Montagna. Roviasca sorge sulla strada che collega il capoluogo Quiliano ad Altare. A breve distanza sono situate le valli di Vado Ligure e del Quiliano.

## Attività
Le principali attività agricole della frazione sono la raccolta delle olive, la viticoltura e la produzione di formaggi di capra. Molte passeggiate ed escursioni partono da Roviasca per raggiungere i monti o i vicini paesi. Tra queste quelle dei Sentieri della Memoria Partigiana e quelle verso il Forte Baraccone e la Colla del Termine.

## Edifici religiosi
- Chiesa parrocchiale dei Santi Sebastiano e Rocco
- Oratorio dei Disciplinanti
- Cappelletta di Nostra Signora della Misericordia